# Diocesi di Disti
La diocesi di Disti (in latino: Dioecesis Dystiensis) è una sede soppressa del patriarcato di Alessandria e una sede titolare della Chiesa cattolica.

## Storia
Disti, nell'odierna Libia, è un'antica sede episcopale della provincia romana della Libia Pentapolitana (Cirenaica), sottomessa al patriarcato di Alessandria.
Sono noti due soli vescovi di questa sede: Samuele, che prese parte al concilio di Efeso nel 431; e Pietro, che assistette al sinodo di Costantinopoli del 459 contro i simoniaci.
Dal 1933 Disti è annoverata tra le sedi vescovili titolari della Chiesa cattolica; la sede è vacante dal 6 marzo 1986.

## Cronotassi

### Vescovi
- Samuele † (menzionato nel 431)
- Pietro † (menzionato nel 459)

### Vescovi titolari
- André-Joseph-Prosper Dupont, M.Afr. † (8 luglio 1941 - 14 settembre 1955 nominato vescovo di Bobo-Dioulasso)
- Antonio Oña de Echave † (27 marzo 1956 - 24 maggio 1961 nominato vescovo di Lugo)
- Emilio de Brigard Ortiz † (26 ottobre 1961 - 6 marzo 1986 deceduto)